# Síndrome de disfunción multiorgánica
El síndrome de disfunción multiorgánica (SDMO), antes conocido como fallo multiorgánico, fallo orgánico múltiple, falla orgánica múltiple  o fracaso multiorgánico (FMO), es la presencia de alteraciones en la función de dos o más órganos en un paciente enfermo que requiere intervención clínica para lograr mantener la homeostasis. Generalmente la causa es sepsis, y se relaciona con el síndrome de respuesta inflamatoria sistémica (SRIS). Se caracteriza por una «disfunción progresiva» y, en algunos casos, secuencial.
Descrito por primera vez durante la década de 1960, ha sido explicado como un síndrome iatrogénico. Existen dos tipos de SDMO: el primario y el secundario. Mientras el primero ocurre a consecuencia de una «agresión bien definida», el segundo no tiene relación con la lesión y surge días después, comúnmente como resultado de la respuesta corporal a la agresión. La disfunción multiorgánica puede tener diversas causas, entre otras: quemaduras, infecciones, traumatismos.
La fisiopatología del SDMO es un proceso complejo relacionado con la respuesta orgánica a una agresión externa; la respuesta del organismo es la inflamación, que, en estos casos, termina siendo una respuesta exagerada que ocasiona el SRIS. Aun después de finalizada la agresión inicial, la respuesta inflamatoria continúa, desencadenando la pérdida de la función de uno o más órganos o sistemas orgánicos. Para el diagnóstico se han desarrollado escalas que permiten establecer la severidad de la disfunción. El tratamiento del SDMO es principalmente preventivo; una vez instaurado el fracaso orgánico, el tratamiento consta en la sustitución de la función del órgano afectado y en la prevención de nuevas afectaciones; sin embargo, dadas las pocas opciones de tratamiento, el síndrome puede llegar a ser altamente mortal.

## Historia

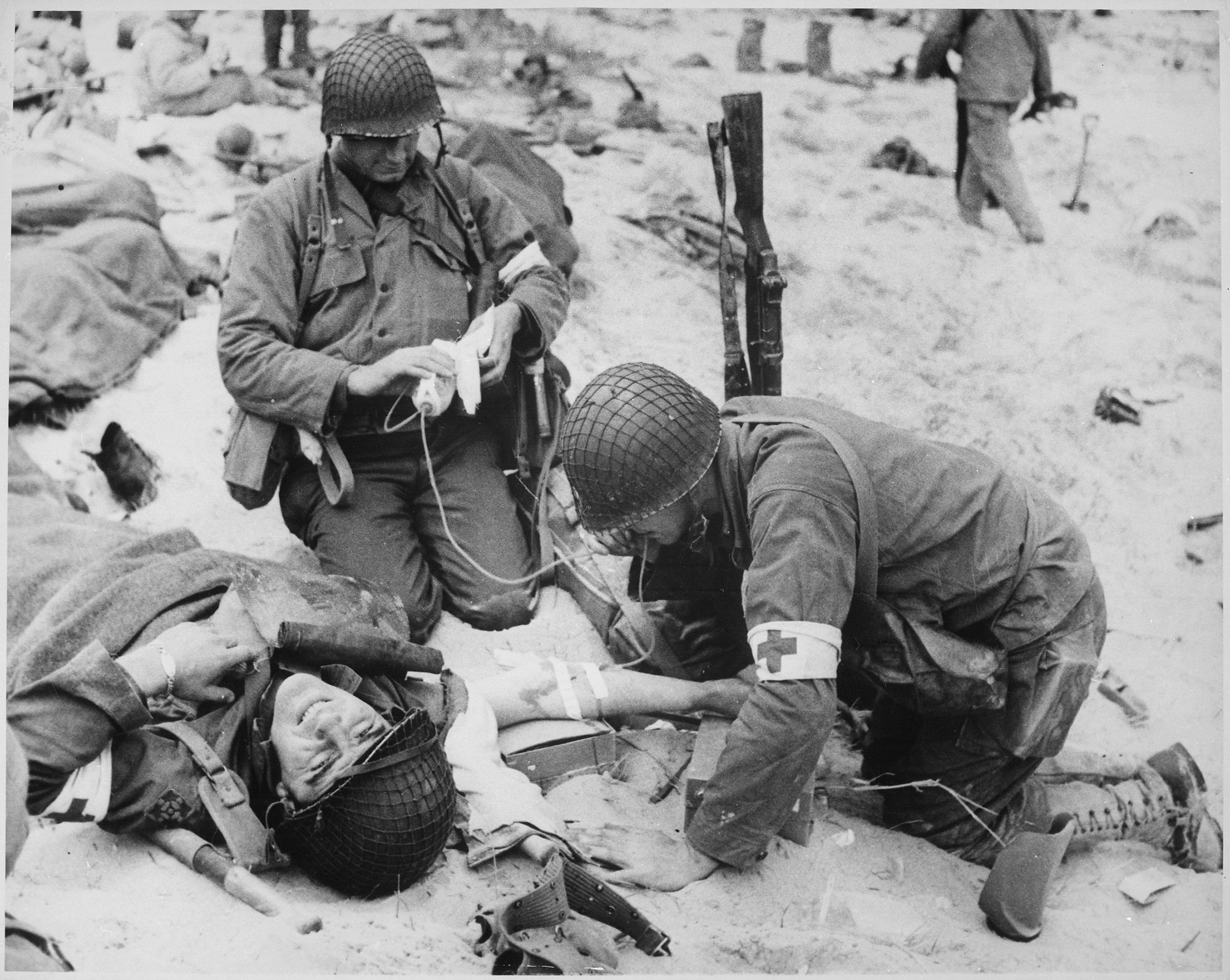
Los avances médicos permitieron a los soldados sobrevivir a heridas graves, para fallecer tiempo después por problemas renales o respiratorios.

El desarrollo de los cuidados intensivos y el soporte terapéutico han permitido a los pacientes sobrevivir a agresiones iniciales otrora altamente mortales. No obstante, esta situación también ha permitido que los pacientes críticamente enfermos desarrollen alguna disfunción orgánica tras la agresión. Durante la Segunda Guerra Mundial y en la Guerra de Vietnam, los avances en las técnicas de resucitación (véase reanimación cardiopulmonar) permitieron a los soldados gravemente heridos sobrevivir, pero finalmente fallecieron por fallo renal o respiratorio. Además, se reportaron casos de soldados con traumatismos no torácicos que desarrollaban fracaso respiratorio y, subsecuentemente, fallo renal.
En 1969, Skillman, Bushnell, Goldman y Silen describieron por primera vez la disfunción multiorgánica en ocho pacientes con úlcera péptica y sepsis, quienes desarrollaron un síndrome consistente en insuficiencia respiratoria, hipotensión e ictericia. Durante la década de 1970 se reportaron más casos de pacientes con disfunción orgánica «lejana» a consecuencia de traumatismos, hemorragias, sepsis, pancreatitis y neumonía. En 1973, Tilney, Bailey y Morgan realizaron un estudio retrospectivo con 18 pacientes con aneurisma aórtico abdominal; 17 fallecieron a causa de disfunciones orgánicas. Se consideró la falla respiratoria como la causa primaria de muerte. Tilney y sus colaboradores emplearon «insuficiencia de órganos secuencial o progresiva» para describir el proceso.
En los años posteriores, se utilizaron hasta 40 nombres diferentes para el síndrome. En 1975, Baue describió el síndrome como el fracaso de dos o más sistemas orgánicos en pacientes con traumatismos o cirugías. Dos años después, Eisman, Beart y Norton lo explicaron en pacientes con infecciones severas, nombrándolo «síndrome de fallo multiorgánico». En agosto de 1991, tras una conferencia de consenso, se determinó sustituir el término «fallo multiorgánico» por «disfunción multiorgánica», debido a que el vocablo «disfunción» es más correcto que «fallo» («un evento dicotómico que está presente o ausente») al establecer el proceso como un fenómeno de «continuos trastornos fisiológicos».

## Definición
El síndrome de disfunción multiorgánica (SDMO) se define como el fallo «potencialmente reversible» en la función de dos o más órganos, incapaces de mantener la homeostasis sin la intervención médica, en un paciente crítico. La potencial «reversibilidad» del SDMO y su mortalidad hacen de su tratamiento una prioridad en la unidad de cuidados intensivos (UCI). El SDMO implica el «fallo fisiológico progresivo de varios sistemas orgánicos interdependientes». El proceso de pérdida de función es «continuo y dinámico» y su etapa final es la «claudicación» del órgano. En términos generales, el SDMO puede ser causado por una agresión conocida (concepto denominado SDMO primario), aunque también es una de las consecuencias más comunes del síndrome de respuesta inflamatoria sistémica (SRIS; concepto conocido como SDMO secundario). No obstante, en ambos casos la lesión puede ser infecciosa o no.

## Clasificación
El síndrome se clasifica en dos tipos: SDMO primario y SDMO secundario. El SDMO primario es producto de una «agresión bien definida», en donde la disfunción orgánica surge en forma temprana y es atribuible a la agresión misma. Ocurre como consecuencia directa de «hemorragias, hipoxemias, transfusiones o lesiones del  tejido blando». Se considera que el SDMO primario se desarrolla a nivel celular. No obstante, también se cree que tras una serie de eventos microcirculatorios se lleva a cabo la pérdida de la función orgánica. En términos generales, el SDMO primario es de mejor evolución y menor mortalidad.
A diferencia del primario, el SDMO secundario no tiene relación directa con la lesión. Regularmente ocurre días después de la agresión inicial y puede ser una consecuencia de la respuesta corporal a la agresión misma —por ejemplo, el SRIS—. Aunque también se relaciona con la sepsis. En relación con la sepsis y al SRIS, el SDMO es el estadio más grave de la afección. La respuesta compensatoria antiinflamatoria conduce a «apoptosis celular y disfunción endotelial generalizada con fallo multiorgánico». Sin embargo, también puede surgir un fenómeno denominado «disonancia inmunológica».

## Etiología

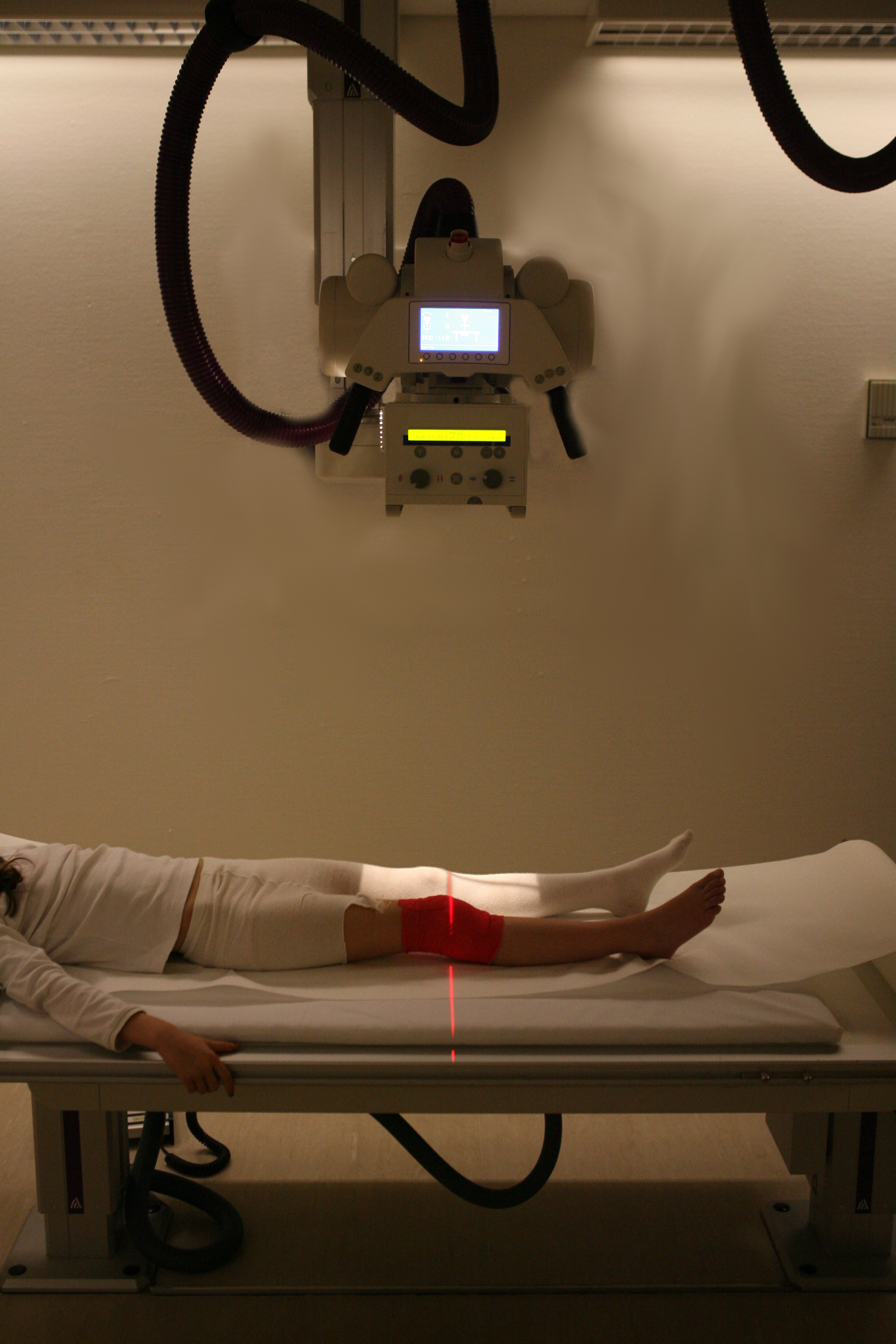
Los traumatismos graves pueden desencadenar el SDMO.

En algunos casos, la respuesta inflamatoria producto de una agresión no está limitada al área de la lesión, sino que se presenta un estado caracterizado por «fiebre, leucocitosis, taquicardia y polipnea» conocido como síndrome de respuesta inflamatoria sistémica. En la actualidad, se considera al SDMO como el estado más grave de una «inflamación sistémica incontrolada» y puede ser desencadenado por varias razones. Entre las causas más importantes están: choque de cualquier causa, infección severa, quemaduras o traumatismos graves, pancreatitis, síndrome compartimental, hipoxia, entre otras. La infección es la agresión inicial del 50% de los casos de disfunción multiorgánica. Es necesario un «activador» desencadenante que «estimule» ciertos tipos de mediadores, que a su vez inducen la respuesta clínica. Así, entre los «factores activantes» se encuentran: lesión o muerte tisular, infección o choque. Además también se establece que la «translocación bacteriana» es un factor que contribuye en gran medida al desarrollo del SDMO. Por otro lado, las manifestaciones clínicas del síndrome varían según la agresión inicial.
La asfixia, encefalopatía hipóxica isquémica, hemorragias por desprendimiento prematuro de placenta, sepsis, enterocolitis necrotizante, síndrome de aspiración de meconio, enfermedad de la membrana hialina y la insuficiencia placentaria, son algunas de las causas desencadenantes del SDMO en neonatos. Mientras que en lactantes y niños el síndrome se desencadena por sepsis y otras infecciones, traumatismos, quemaduras, cirugías, tumores y asfixia.
Existen diversos factores de riesgo para el desarrollo del SDMO. Además de la gravedad de la lesión inicial y la fase del choque, Lacoma (2001) establece distintos factores de riesgo como edad mayor a 65 años, la presencia de inmunosupresión o enfermedades crónicas y tratamientos inadecuados. Por su parte, Cuenca Solanas (1999) agrega la malnutrición, una mal realizada reanimación inicial, un tratamiento tardío y la necesidad de cirugías mayores o politransfusión. Entre otras agresiones iniciales que pueden llevar a la disfunción multiorgánica se encuentran la parada cardiorrespiratoria, la insuficiencia cardíaca, la hemorragia digestiva alta, la disección aórtica y la perforación intestinal. Se han planteado tres teorías del desarrollo del SDMO: la sepsis como agente causante —históricamente se planteó la septicemia como la causa del síndrome. También, se consideró un «requisito indispensable» para su diagnóstico—, la «translocación bacteriana» —el paso de bacterias a través de la mucosa gastrointestinal al aparato circulatorio o al sistema linfático, lo que mantiene la respuesta inflamatoria orgánica contra una agresión y ayuda al desarrollo de un «estado séptico en pacientes sin evidencias de infección»— y la «teoría de los dos golpes» —una agresión inicial representa el «primer golpe», que inicia el proceso inflamatorio, mientras que una segunda agresión, el «segundo golpe», provoca la liberación de mediadores, una exagerada respuesta inflamatoria y finalmente la disfunción multiorgánica—.

## Fisiopatología
Ante una agresión externa (infecciosa, química, traumática, entre otras), en el organismo se activan mecanismos inflamatorios (principalmente gracias a la acción de mediadores) en la búsqueda de producir inflamación para lograr una «defensa eficaz». Como un mecanismo de respuesta ante el estrés, se liberan hormona del crecimiento (GH), hormona adrenocorticotropa (ACTH), glucocorticoides, adrenalina, noradrenalina y endorfinas, que facilitan acciones de compensación ante la pérdida de líquidos o la hipotensión. Este proceso conlleva diversos efectos, como aumento en la presión arterial, aumento al aporte cerebral, hiperglucemia, mayor irritación gástrica y cambios en la permeabilidad capilar.
Entre los mediadores liberados por el proceso inflamatorio descontrolado se destacan: el factor de necrosis tumoral (TNF-α), la interleucina-1 (IL-1), los radicales libres derivados del oxígeno, los metabolitos de ácido araquidónico (AA) y las peptidasas. La respuesta metabólica normal ante el estrés tiene cuatro características principales: tiene una intensidad proporcional a la «severidad de la lesión inicial, a la lesión producida y a la presencia de factores concomitantes»; su evolución ocurre a través de fases bien definidas (fase Ebb y fase de flujo); diversos sistemas logran regularla y puede ser alterada por distintos factores (la incrementan: el dolor, el insomnio, la presencia de infección, entre otros. La disminuyen: los sedantes, analgésicos o relajantes, la sepsis terminal, entre otros).
No obstante, en algunos casos, la respuesta inflamatoria pierde control local, por lo que pasa a un estado generalizado y exagerado, el SIRS. La respuesta persiste aún después de acabada la agresión inicial, provocando la pérdida de función orgánica, translocación bacteriana, sepsis en presencia o ausencia de infección, SDMO y finalmente la muerte.

### Patogénesis

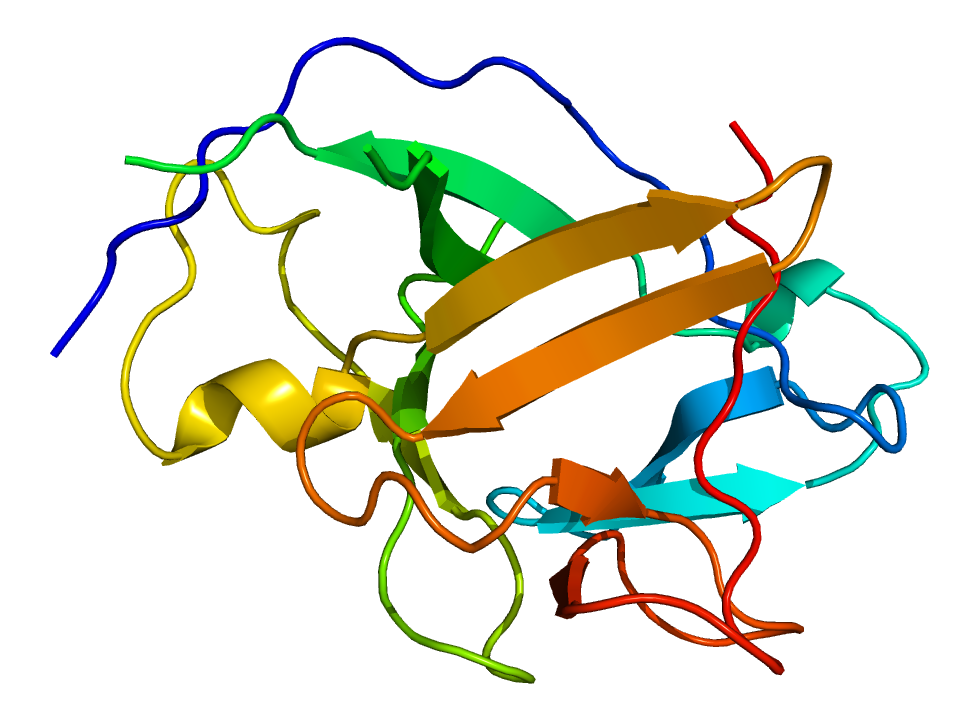
La interleucina-1 (IL-1) es uno de los mediadores liberados durante el proceso inflamatorio descontrolado.

Comúnmente se considera que una agresión descontrolada desencadena el SRIS, pero también existe el síndrome de respuesta compensatoria antiinflamatoria (CARS). Algunos aspectos del SDMO varían de acuerdo al síndrome que predomine. La disfunción orgánica puede desarrollarse en dos modelos: el precoz (12-36 horas tras la agresión inicial) o el tardío (estado insidioso y completo a los seis-ocho días tras la agresión inicial). No ha sido establecida una explicación definitiva de la patogénesis del SDMO. Sin embargo, existen diversas teorías. Las bacterias tienen un importante papel en el desencadenamiento de estos procesos, ya que, por medio del lípido A de la endotoxina (en bacterias Gram negativas) y del ácido teicoico (en bacterias Gram positivas), pueden activar los mediadores. En la actualidad, está establecido que sepsis no es sinónimo de infección, por lo que la respuesta séptica ocurre en presencia o ausencia de infección. De acuerdo a Villavicencio T. (1997), menos de la mitad de los pacientes sépticos presentan infección.
La activación de los macrófagos produce aumentos en los niveles de complemento sérico y granulocitosis. Al ser excesiva la actividad de los macrófagos, debido a alteraciones en los mecanismos de control, se lleva a cabo una desmesurada liberación de citoquinas. Aunque en condiciones normales estas proteínas son benéficas, en este estado generan toxicidad. De esta forma, citoquinas como la interleucina-6 (IL-6), la interleucina-8 (IL-8) o el interferón gamma (IFN-γ), liberadas por los macrófagos, producen directa o indirectamente cambios clínicos, en la hemodinámica, en el metabolismo y alteran la termorregulación corporal. Por otro lado, al activarse las células endoteliales debido a la agresión inicial, liberan tromboplastina y factor activador de plaquetas (FAP), con lo que ayudan a la coagulación. También sintetizan moléculas de contacto para leucocitos polimorfonucleares (PMN) y producen citoquinas, endotelina (ET) y óxido nítrico (NO), del que hay una excesiva producción en la sepsis. Los daños al endotelio y al epitelio incrementan la permeabilidad capilar, provocando edema por la pérdida de fluido al intersticio.
Como respuesta al trauma inicial, los neutrófilos participan en la «defensa y desbridamiento» de tejido y ayudan a la activación de TNF-α, IL-8, FAP y anafilotoxina, lo que conduce a una situación de hiperinflamación y «activación y reclutamiento» de PMN. Tres horas después de la agresión, la movilización de los PMN deriva en neutrofilia, que representa una vulnerabilidad para el «segundo golpe» que desate el SDMO. Entre seis y doce horas después de la lesión, los pacientes presentan neutropenia. Se ha establecido también al fenómeno de isquemia-reperfusión como uno de los perpetuadores del SDMO. Este fenómeno consiste en dos fases que, como su nombre indica, son la fase isquémica y la fase de reperfusión. En la primera, ocurre edema celular y ruptura de la membrana (debido a acumulación de sodio intracelular), a causa de la privación de oxígeno y nutrientes por falta temporal de riego sanguíneo. Posteriormente, tras el reinicio del riego sanguíneo, continúa la fase de reperfusión, en la que existe necrosis y apoptosis celular, en gran medida por la excesiva producción de reactivos libres de oxígeno durante la isquemia.
Por otro lado, se ha planteado también una hipótesis intestinal, la que establece que, cuando el organismo se ve obligado a redistribuir el riego sanguíneo para mantener el flujo a órganos vitales, sucede una autotransfusión del área esplácnica a la circulación general, provocando isquemia en el tracto digestivo (alteración estructural y de permeabilidad de la mucosa), facilitando así la translocación bacteriana por fallo de los mecanismos de defensa del tracto. Así, la endotoxemia y la bacteriemia desencadenan el SDMO. En resumen, tras una excesiva respuesta defensiva por una agresión, hay pérdida de los controles inflamatorios, lo que desata el SRIS. Sumando daños en el tracto intestinal con translocación bacteriana, activación de leucocitos polimorfonucleares, lesiones en endotelio y por isquemia-reperfusión, liberación de proteínas de choque térmico, fibrinolisis e hipoperfusión tisular, se ocasionan daños orgánicos y finalmente el SDMO.

## Diagnóstico
Para el diagnóstico del síndrome es necesaria la disfunción en dos o más órganos o sistemas orgánicos. Se han establecido distintos métodos que permiten evaluar la gravedad del SDMO. Se consideran dos tipos de escalas, las de severidad y los índices de disfunción multiorgánica. Dentro de las primeras, las dos más empleadas son la «Acute physiology and chronic health evaluation» (APACHE y sus actualizaciones APACHE II, APACHE III y APACHE IV) y el «Simplified acute physiology score» (SAPS y sus actualizaciones SAPS II y SAPS III), que ayudan a establecer la gravedad de la enfermedad con base en los peores puntajes obtenidos en distintas variables (de tipo fisiológico, edad y comorbilidades) a lo largo de 24 horas tras el ingreso del paciente a la UCI. Gracias a estas escalas también es posible estimar la probabilidad de muerte. Por otra parte, los principales índices de disfunción orgánica son: el «Sequential organ failure assessment score» (SOFA), el «Multiple organ dysfunction score» (MODS).
El SOFA y el MODS utilizan los mismos seis sistemas orgánicos (cardiovascular, hematológico, hepático, neurológico, renal y respiratorio), en los cuales se evalúan distintas variables. Igualmente, ambos índices emplean una puntuación de 0 (funcionamiento normal) a 4 (fracaso orgánico) para clasificar el grado de disfunción. En el caso del MODS, se obtiene un valor único resultado de la sumatoria de las peores puntuaciones en las variables de los sistemas individuales a lo largo de la estancia del paciente en la UCI. Por el contrario, en el SOFA se establece una puntuación diaria con base en los peores valores obtenidos en las variables en cada sistema.
MODS y SOFA
| Sistema o aparato orgánico | Variable             | 0    | 1       | 2       | 3       | 4    |
| -------------------------- | -------------------- | ---- | ------- | ------- | ------- | ---- |
| Cardiovascular             | PAR                  | ≤10  | 10,1-15 | 15,1-20 | 20,1-30 | >30  |
| Hematológico               | Plaquetas            | ≥120 | 81-120  | 51-80   | 21-50   | ≤20  |
| Hepático                   | Bilirrubina (μmol/l) | ≤20  | 21-60   | 61-120  | 121-240 | >240 |
| Neurológico                | Glasgow              | 15   | 13-14   | 10-12   | 7-9     | ≤6   |
| Renal                      | Creatinina (μmol/l)  | ≤100 | 101-200 | 201-350 | 351-500 | >500 |
| Respiratorio               | pO2/FiO2 (mmHG)      | >300 | 226-300 | 151-225 | 76-150  | ≤75  |

| Sistema o aparato orgánico | Variable                                | 0    | 1       | 2           | 3                          | 4                          |
| -------------------------- | --------------------------------------- | ---- | ------- | ----------- | -------------------------- | -------------------------- |
| Cardiovascular             | Hipotensión PAM Fármacos                | —    | PAM <70 | ≤5 DA o DBT | >5 DA o ≤0,1 NA o ≤0,1 NAD | 15 DA o >0,1 NA o ≤0,1 NAD |
| Hematológico               | Plaquetas                               | >150 | ≤150    | ≤100        | ≤50                        | ≤20                        |
| Hepático                   | Bilirrubina (μmol/l)                    | <1,2 | 1,2-1,9 | 2,0-5,9     | 6,0-11,9                   | ≥12                        |
| Neurológico                | Glasgow                                 | 15   | 13-14   | 10-12       | 6-9                        | <6                         |
| Renal                      | Creatinina (μmol/l) o Diuresis (mL/día) | <1,2 | 1,2-1,9 | 2,0-3,4     | 3,5-4,9 o <500             | ≥5 o <200                  |
| Respiratorio               | pO2/FiO2 (mmHG)                         | >400 | ≤400    | ≤300        | ≤200                       | ≤100                       |

La disfunción orgánica puede ser simultánea o secuencial. Aunque el patrón secuencial del síndrome puede ser alterado por enfermedades preexistentes y otros factores, comúnmente el SDMO inicia con fallo respiratorio, seguido de «insuficiencia hepática, intestinal y renal». Asimismo, las alteraciones hematológicas y la insuficiencia cardíaca pueden ser «manifestaciones tardías». Por su parte, la disfunción neurológica puede ser tardía o temprana.
Cada sistema u órgano cuenta con criterios propios para el diagnóstico de disfunción. Para el diagnóstico de insuficiencia respiratoria se considera la necesidad de ventilación mecánica por al menos dos días o valores en variables que evidencien un deficiente intercambio gaseoso (especialmente pO2/FiO2). La disfunción hepática implica alteración enzimática (AST, ALT, FA), reducción en la síntesis de albúmina o factores de coagulación o encefalopatía hepática. Por su parte, se considera disfunción renal ante la presencia de oliguria, fallo en el mantenimiento del equilibrio hidroelectrolítico, necesidad de diálisis o incremento en los niveles séricos de creatinina. La insuficiencia cardiovascular se establece a partir de disminución en la fracción de eyección, requerimiento de inotrópicos por más de un día, taquicardia o fibrilación, acidosis metabólica o elevación de los niveles séricos de ácido láctico. Mientras que la disfunción hematológica se diagnostica mediante la presencia de coagulación intravascular diseminada, leucopenia, anemia o trombocitopenia. Para alteraciones al sistema neurológico, en general, se requiere de un puntaje igual o menor a seis en la escala de coma de Glasgow.

## Tratamiento

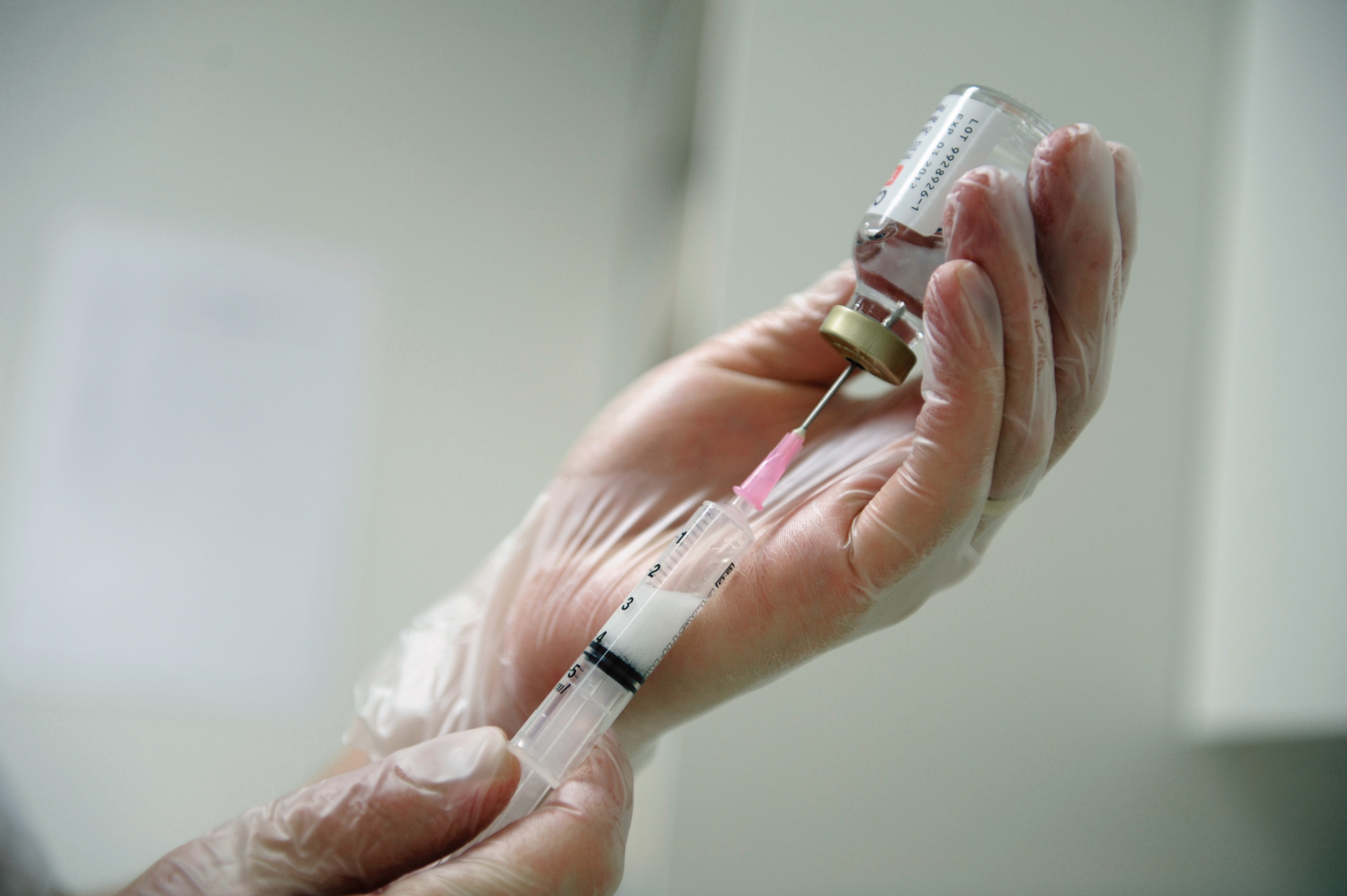
La administración de antibióticos es primordial en el tratamiento del síndrome.

Una vez «instaurado» el fracaso orgánico, son pocas las opciones de tratamiento. Baltodano Agüero (1996) establece que el tratamiento del SDMO involucra tres aspectos básicos: «control de la causa», restablecimiento y optimización del transporte de oxígeno y «soporte metabólico». Tras desarrollarse el síndrome, las medidas tomadas consisten en la sustitución de la función del órgano dañado además de los soportes metabólico y hemodinámico, con lo que se mantiene con vida al paciente hasta la resolución de los problemas o hasta su fallecimiento. Por su parte, Maiden y Chapman (2013) establecen que las prioridades del tratamiento del síndrome son: «reconocimiento temprano de la enfermedad», «resucitación temprana», tratamiento temprano, «soporte orgánico intensivo», consideración de la «premorbilidad» y prevención de agresiones secundarias.
La ventilación mecánica, la diálisis, las drogas inotrópicas, son ejemplos de tratamientos de sustitución. Debido a la situación de falta de tratamientos con lo que se relaciona la alta mortalidad de la enfermedad, se piensa que el tratamiento debe consistir fundamentalmente en la prevención, por medio de la intervención clínica en los procesos de desarrollo del SDMO. El control de la causa desencadenante se convierte en una pieza fundamental en la prevención del síndrome. Entre los tratamientos preventivos se encuentran: resucitación inmediata en casos de choque, diagnóstico y tratamiento de las infecciones, fijación de fracturas, desbridamiento de tejido, drenaje de abscesos o administración de antibióticos.

## Epidemiología y mortalidad
La incidencia del síndrome ha decrecido en los últimos años, pasando del 56,8 % al 2 %-25 % en las UCI polivalentes. Por otra parte, personas de la tercera edad, pacientes de «cirugía emergente, cirugía de abdomen séptico y politrauma» son los subgrupos de población con mayor predominio en el SDMO. Generalmente, los sistemas más afectados y comúnmente los primeros en fallar, de acuerdo a Morlans Hernández et al. (1999), son el respiratorio y el cardiovascular, seguidos del renal y el hepático. Según Misas Menéndez, Hernández Lara e Iraola Ferrer (2005) y Núñez (2018), citando reportes internacionales, la disfunción del sistema cardiovascular es la de mayor incidencia, seguida la del respiratorio, neurológico, renal, hematológico y hepático. La sepsis es la causa más común del SDMO; en comparación con los pacientes de otros padecimientos, el SDMO es más común en pacientes sépticos (43 % en los primeros contra un 75 % en los últimos).
De acuerdo a Casado Flores y Mora (1996), el riesgo de los pacientes pediátricos en la UCI de desarrollar SDMO oscila entre el 10,9 % y el 27 %. Asimismo señalan, citando un «amplio estudio retrospectivo», que el riesgo de SDMO de pacientes con choque séptico y síndrome séptico es de 25% y 52%, respectivamente.
Por otra parte, la incidencia de SDMO en adultos ingresados en la UCI es de 15 % en cuidados intensivos médico-quirúrgicos, 38 % en la UCI médica y 48 % en quemados (mortalidad global: 60 %, 58 % y 98 %, respectivamente). Tanto en niños como en adultos, la mortalidad por SDMO es elevada, aunque en adultos es aún mayor. La mortalidad en niños varía entre el 50 %-54 % y el 84 %. Por su parte, la mortalidad en adultos depende de la edad y el número de órganos afectados; dada la alta mortalidad, la muerte por SDMO representa el 80 % de las muertes en la UCI.
Por el número de órganos afectados, la mortalidad oscila entre el 27 % por un órgano al 100 % por cuatro. También hay diferencias en la cronología del síndrome en niños y adultos. Mientras que en niños existe un fracaso rápido (el día del ingreso el 86 % cumple con los criterios diagnósticos y al tercer día aparece la mayor afectación) en adultos existen dos formas, una precoz (el síndrome aparece durante los primeros dos o tres días posteriores a la agresión inicial) y una tardía (aparición del síndrome tras seis-ocho días posteriores al factor desencadenante). De forma global, el SDMO precoz cuenta con una mortalidad del 50 % y el tardío del 70 %-90 %.